# Thierry Goudon
Thierry Goudon, né le 1er janvier 1969 à Aix-en-Provence, est un mathématicien appliqué français. Il est, en 2019, directeur de recherche à l'INRIA à Sophia Antipolis où il dirige l'équipe COFFEE qui travaille sur les flux complexes pour l'énergie et l'environnement.

## Biographie
Thierry Goudon étudie à l'université d'Aix-Marseille puis à  Bordeaux, ou il obtient un magistère MATMECA en 1993. De 1993 à 1997, il prépare une thèse à Bordeaux en tant que boursier ; thèse qu'il obtient en 1997, sous la direction de Kamal Hamdache,. 
Il est maître de conférences à l'université de Nice de 1997 à 2003 et chercheur CNRS en 2001-2002. Il obtient son habilitation universitaire en 2001. De 2003 à 2007, il est professeur à l'université des sciences et technologies de Lille, de 2007 à 2011 directeur de recherche à l'INRIA à Lille, et depuis 2011 à Nice.

## Travaux
Thierry Goudon se veut un « mathématicien appliqué ». Il travaille sur les équations aux dérivées partielles émanant de la physique, comme les équations cinétiques, équations hyperboliques, limites hydrodynamiques, homogénéisation (déterministe ou aléatoire), mécanique des fluides. Il s'intéresse notamment aux modèles décrivant un grand nombre de particules soumises à divers phénomènes d'interaction et à l'influence des échelles microscopiques sur les échelles d'observation macroscopiques.
Il est l'auteur d'une thèse écrite en 1997 sur quelques questions relatives à la théorie des gaz et à l'équation de Boltzmann
Il a écrit de nombreux articles scientifiques et des ouvrages d'enseignement :
- Mathématiques pour la modélisation et le calcul scientifique, Londres, ISTE édition, coll. « Mathématiques et statistiques », 2017, 506 p. (ISBN 978-1-78405-231-7, lire en ligne). (traduction anglaise : Mathematics for modeling and scientific computing, ISTE Wiley, coll. « Mathematics and Statistics Series », 2016, xi+456 (ISBN 978-1-84821-988-5, zbMATH 1351.00001)
- Intégration : intégrale de Lebesgue et introduction à l'analyse fonctionnelle, Paris, ellipses, 2011, 192 p. (ISBN 978-2-7298-7041-6)

Il est président du jury de l’agrégation externe de mathématiques de 2016 à 2020.

## Distinctions
Thierry Goudon a reçu en 2008 le prix Robert Dautray, avec Jean-Francois Clouet du CEA ; ce prix de la SMAI, exceptionnel car il n'a été attribué qu'une seule fois, a été décerné à l'occasion d’une conférence organisée en l’honneur de Robert Dautray.